# Novara Baseball
Uniformes
Le Novara Baseball est un club italien de baseball situé à Novare dans le Piémont évoluant en Italian Baseball League, la première division italienne. Le club joue ses matchs à domicile au Stade Marco Provini, enceinte de 800 places assises.

## Histoire
Fondé en 1967, le club accède parmi l'élite pour la première fois en 1976. Jamais qualifiés en phase éliminatoires en 14 saisons parmi l'élite, et vainqueur de deux éditions de la Coupe d'Italie (1983 et 1992), le club plonge en D2 et D3 entre 1997 et 2010.
Bénéficiant du retrait des Catania Warriors Paternò, Novara retrouve l'élite en 2011.

## Palmarès
- Vainqueur de la Coupe d'Italie : 1983, 1992.

## Saison par saison
| Saison     | Saison régulière             | Saison régulière             | Saison régulière             | Saison régulière             | Séries éliminatoires         |
| Saison     | Class.                       | Vic.                         | Déf.                         | %Vic.                        | Séries éliminatoires         |
| 1968       | Serie D (D4)                 | Serie D (D4)                 | Serie D (D4)                 | Serie D (D4)                 | Serie D (D4)                 |
| 1969       | Serie D (D4)                 | Serie D (D4)                 | Serie D (D4)                 | Serie D (D4)                 | Serie D (D4)                 |
| 1970       | Serie D (D4)                 | Serie D (D4)                 | Serie D (D4)                 | Serie D (D4)                 | Serie D (D4)                 |
| 1971       | Serie C (D3)                 | Serie C (D3)                 | Serie C (D3)                 | Serie C (D3)                 | Serie C (D3)                 |
| 1972       | Serie C (D3)                 | Serie C (D3)                 | Serie C (D3)                 | Serie C (D3)                 | Serie C (D3)                 |
| 1973       | Serie C (D3)                 | Serie C (D3)                 | Serie C (D3)                 | Serie C (D3)                 | Serie C (D3)                 |
| 1974       | Serie B (D2)                 | Serie B (D2)                 | Serie B (D2)                 | Serie B (D2)                 | Serie B (D2)                 |
| 1975       | Serie B (D2)                 | Serie B (D2)                 | Serie B (D2)                 | Serie B (D2)                 | Serie B (D2)                 |
| 1976       | 10e                          | 16                           | 37                           | 0,302                        | pas qualifié                 |
| 1977       | 4e GA                        | 7                            | 16                           | 0,304                        | pas qualifié                 |
| 1978       | 7e                           | 13                           | 23                           | 0,361                        | pas qualifié                 |
| 1979       | 8e                           | 10                           | 26                           | 0,278                        | pas qualifié                 |
| 1980       | 10e                          | 8                            | 28                           | 0,222                        | pas qualifié                 |
| 1981       | Serie B (D2)                 | Serie B (D2)                 | Serie B (D2)                 | Serie B (D2)                 | Serie B (D2)                 |
| 1982       | Serie B (D2)                 | Serie B (D2)                 | Serie B (D2)                 | Serie B (D2)                 | Serie B (D2)                 |
| 1983       | 7e GA                        | 7                            | 11                           | 0,389                        | pas qualifié                 |
| 1984       | 7e O                         | 3                            | 17                           | 0,150                        | pas qualifié                 |
| 1985       | Serie B (D2)                 | Serie B (D2)                 | Serie B (D2)                 | Serie B (D2)                 | Serie B (D2)                 |
| 1986       | Serie B (D2)                 | Serie B (D2)                 | Serie B (D2)                 | Serie B (D2)                 | Serie B (D2)                 |
| 1987       | Serie B (D2)                 | Serie B (D2)                 | Serie B (D2)                 | Serie B (D2)                 | Serie B (D2)                 |
| 1988       | Serie B (D2)                 | Serie B (D2)                 | Serie B (D2)                 | Serie B (D2)                 | Serie B (D2)                 |
| 1989       | 5e N                         | 16                           | 26                           | 0,381                        | pas qualifié                 |
| 1990       | 4e N                         | 33                           | 33                           | 0,500                        | pas qualifié                 |
| 1991       | 8e                           | 13                           | 23                           | 0,361                        | pas qualifié                 |
| 1992       | 6e                           | 20                           | 16                           | 0,556                        | pas qualifié                 |
| 1993       | 7e                           | 13                           | 23                           | 0,361                        | pas qualifié                 |
| 1994       | 8e                           | 12                           | 36                           | 0,250                        | pas qualifié                 |
| 1995       | 10e                          | 10                           | 44                           | 0,185                        | pas qualifié                 |
| 1996       | Serie A2 (D2)                | Serie A2 (D2)                | Serie A2 (D2)                | Serie A2 (D2)                | Serie A2 (D2)                |
| 1997- 2007 | Serie A2 (D2) / Serie B (D3) | Serie A2 (D2) / Serie B (D3) | Serie A2 (D2) / Serie B (D3) | Serie A2 (D2) / Serie B (D3) | Serie A2 (D2) / Serie B (D3) |
| 2008       | Serie B (D3)                 | Serie B (D3)                 | Serie B (D3)                 | Serie B (D3)                 | Serie B (D3)                 |
| 2009       | Serie A2 (D2)                | Serie A2 (D2)                | Serie A2 (D2)                | Serie A2 (D2)                | Serie A2 (D2)                |
| 2010       | Serie A2 (D2)                | Serie A2 (D2)                | Serie A2 (D2)                | Serie A2 (D2)                | Serie A2 (D2)                |